# Nicolas Rémy
Nicolas Rémy (lat. Nicolaus Remigius, * zwischen 1525 und 1530; † 1612) war ein herzoglich-lothringischer Geheimrat und Oberrichter, der als Hexenverfolger, vergleichbar mit Jean Bodin und Pierre de Lancre, bekannt wurde. Schriftstellerisch trat er vor allem als Hexentheoretiker in Erscheinung.
Rémy studierte Jura und war als Richter tätig. Am 15. März 1570 wurde er als Nachfolger seines Onkels François Mittat zum Lieutenant général in der Bailliage des Vosges ernannt. 1575 wurde er Sekretär des Herzogs von Lothringen, Karls III., und betrieb die Hexenverfolgung. 1606 übergab Rémy sein Amt an seinen Sohn Claude Rémy.

## Werk
Nicolas Rémy wurde mit dem Hexentraktat Démonolâtrie bekannt, den er auf Anraten des Herzogs von Lothringen verfasste. Im Jahre 1595 erschien es in lateinischer Sprache unter dem Titel Daemonolatreiae Libri III, zu Deutsch: Drei Bücher vom Teufelskult in Lyon. 1598 lag es erstmals in einer deutschen Übersetzung vor: Daemonolatria, Das ist von Unholden und Zauber Geistern, deß Edlen, Ehrnvesten und Hochgelarten Herrn Nicolai Remigii, des durchl. Hertzogen in Lotharingen Geheimen Raths und Peinlicher Sachen Cognitoris publici, welche danach noch mehrere Auflagen erlebte. Schließlich löste es den Hexenhammer als bekanntestes Hexenhandbuch ab. Diese Popularität lässt sich vielleicht damit erklären, dass Rémy für nahezu jede Eventualität eine Antwort und ein konkretes Fallbeispiel anführte. Der damaligen Überzeugung entsprechend argumentiert er, es sei gleichermaßen strafbar, ob eine Hexe tatsächlich den Hexenflug beherrschte oder sich ihr Fliegen, nachdem sie sich mit einer Flugsalbe bestrichen hatte, nur einbildete.
Er stimmte mit dem damaligen Hexenglauben überein, übernimmt aber in seinem Traktat nicht, wie viele andere Autoren seiner Zeit, einfach die im Hexenhammer zusammengestellten theologischen Thesen über die Hexenlehre, sondern versucht die Thematik vielmehr vom juristischen und historischen Standpunkt aus zu betrachten. Ein ganzes Kapitel seines Traktats behandelt beispielsweise die allgemeinen Schwierigkeiten bei Strafprozessen gegen Minderjährige.
Rémy nimmt für sich in Anspruch während seiner Amtszeit zwischen 1591 und 1606 rund 900 Personen der Hinrichtung wegen Hexerei überantwortet zu haben, davon führt er 128 namentlich auf. Die Zahlen können jedoch nicht überprüft werden, da die entsprechenden Gerichtsakten verloren gegangen sind. Rémy schreibt, dass eine etwa gleich hohe Zahl Angeklagter vor der Vollstreckung entwichen sei oder kein Geständnis abgelegt habe, sodass eine Verurteilung ausgeschlossen war, 15 Personen seien vor ihrer Verurteilung gestorben.